# Варварське узбережжя
«Варварське узбережжя» (англ. Barbary Coast) — історична драма режисера Говарда Гоукса, яка вийшла у 1935 році.

## Сюжет
У туманну ніч 1850 року Мері Рутлідж у супроводі полковника у відставці Маркуса Аврелія Кобба прибуває до Сан-Франциско на борту Літаючої хмари. 

## У ролях
- Міріам Гопкінс — Мері Рутлідж
- Едвард Г. Робінсон — Луї Шамаліс
- Джоел Маккрі — Джим Кармайкл
- Френк Кревен — полковник Кобб
- Волтер Бреннан — старий Звір